# Estudios religiosos católicos
Los estudios religiosos católicos son un grupo de disciplinas que tratan distintos aspectos de la iglesia católica y el catolicismo. Estos estudios están conformados por estudios escriturarios católicos, estudios teológicos católicos y apologética católica.  La teología se divide en teología dogmática y teología moral.
Los estudios escriturarios abarcan a los comentaristas de la Sagrada Escritura, autores con variable extensión y método. Los comentaristas españoles, comprendidos en un largo espacio de más de once siglos, desde el siglo IV hasta el siglo XVI, que se llama de formación, prosiguen en otro brevísimo periodo de gran florecimiento. El primer gran autor de comentarios en forma épica fue Cayo Vecio Aquilino Juvenco. Juan de Maldonado es considerado como uno de los principales exegetas católicos.